# René Mangold
René Mangold (ur. 7 grudnia 1963) – szwajcarski lekkoatleta i bobsleista.

## Kariera lekkoatletyczna
Mistrz Szwajcarii na 100 i 200 m z 1988 roku, wicemistrz w skoku w dal z 1988 i 1992 roku oraz w biegu na 100 m z 1989 i brązowy medalista mistrzostw kraju na 100 m z 1986 i 200 m z 1989. Halowy mistrz Szwajcarii w skoku w dal z 1984 i 1990 roku oraz w biegu na 200 m z 1989 roku, wicemistrz na 60 m z 1985, 1986 i 1990 roku oraz w skoku w dal z 1987 roku i brązowy medalista halowych mistrzostw kraju w skoku w dal z 1985 roku i w biegu na 60 m z 1987.
Rekordy życiowe:
- 100 m – 10,43 s (Berno, 10 czerwca 1989)

## Kariera bobslejowa
W 1989 został srebrnym medalistą mistrzostw świata w czwórkach. Reprezentował Bob-Club Zürichsee, w barwach którego zdobył brązowy medal mistrzostw Szwajcarii w czwórkach w 1988 i 1990 roku.